# 丽叶沿阶草
丽叶沿阶草（学名：Ophiopogon marmoratus）为百合科沿阶草属下的一个种。

## 扩展阅读
維基物種上的相關：丽叶沿阶草